# Manfred Naumann (Romanist)
Manfred Naumann (* 4. Oktober 1925 in Chemnitz; † 21. August 2014 in Wandlitz) war ein deutscher Romanist.

## Leben
Nach einem Notabitur in Mittweida leistete der in einfachen Verhältnissen geborene Manfred Naumann Militärdienst vom Herbst 1943 bis zum Ende des Zweiten Weltkriegs. Gleich beim ersten Fronteinsatz wurde er verwundet. In den Jahren 1945 und 1946 arbeitete er als Neulehrer; im Januar 1946 trat er der SPD bei und war seit April 1946 Mitglied der SED. Vom Herbst 1946 an studierte er an der Universität Leipzig. Neben Werner Krauss gehörten Walter Markov, Hans Mayer und Ernst Bloch zu seinen akademischen Lehrern. Seine Dissertation und seine Habilitation entstanden im Kontext der von Krauss neu begründeten Aufklärungsforschung und behandelten Die Idee der Nationalerziehung in der französischen Aufklärung (1952) bzw. Holbach und das Materialismusproblem in der französischen Aufklärung (1955). 1957 zum Professor für Romanische Philologie an der Universität Jena ernannt, wurde er im März 1959 entlassen und aus der SED ausgeschlossen – er gehörte zu einem Kreis um Erich Loest, Gerhard Zwerenz, Winfried Schröder und Ralf Schröder, der Reformen in der DDR und eine umfassende Entstalinisierung forderte. Nach zwei Bewährungsjahren am Pädagogischen Bezirkskabinett Leipzig gelang ihm die Rückkehr in die Wissenschaft, er wurde 1961 Professor für Romanische Philologie an der Universität Rostock und wechselte von dort im Jahr 1966 als Professor für Kultur- und Literatursoziologie an die Berliner Humboldt-Universität; im selben Jahr nahm ihn die SED wieder auf.
Naumann gehörte im Jahr 1969 zu den Gründern des Zentralinstituts für Literaturgeschichte an der Deutschen Akademie der Wissenschaften in Berlin (DDR). Er leitete dort zunächst den Bereich für theoretische und methodologische Probleme, dann die Forschungsgruppe zur französischen Literatur des 19. und 20. Jahrhunderts. Seit 1975 war er Mitglied der Akademie der Wissenschaften der DDR, 1981 wurde er Direktor des Instituts und im Frühjahr 1990 von den Mitarbeitern in geheimer Wahl bestätigt. Im gleichen Jahr erfolgte seine Pensionierung wegen des Erreichens der Altersgrenze; das Zentralinstitut wurde im Zuge der deutschen Vereinigung Ende 1991 abgewickelt.
Im Jahr 1994 wurde er Außerordentliches Mitglied der Berlin-Brandenburgischen Akademie der Wissenschaften, 2010 Ehrendoktor der Universität Osnabrück.
Naumann war seit den 1960er Jahren einer der wichtigsten Vertreter der Romanistik in der DDR. Seine wissenschaftliche Arbeit zielte durchgehend auch auf eine breitere Öffentlichkeit und inhaltlich auf ein genaueres Verständnis der Widerspruchsbeziehungen relativ autonomer Schriftsteller zu gesellschaftlichen Wirklichkeiten. Sie galt – im Geiste eines als Konsequenz und Fortsetzung der Aufklärung verstandenen Marxismus – zunächst der Aufklärungsepoche, dann der französischen Prosa-Literatur im 19. und 20. Jahrhundert, im Anschluss auch der Literaturrezeption in theoretischer Sicht. Große Verbreitung fanden die von ihm ausgewählten Artikel aus der von Diderot und d’Alembert herausgegebenen Enzyklopädie (1972) und Stendhals Gesammelte Werke in Einzelbänden (12 Bände, 1959–1983), die bis heute, auch wegen der Nachworte Naumanns, fundierteste deutsche Ausgabe; diesem Lieblingsautor galt 2001 auch das quellen- und gedankengesättigte Buch Stendhals Deutschland. Impressionen über Land und Leute. Mit Studien über Proust und über den Nouveau Roman (mit anderen gesammelt in Prosa in Frankreich. Studien zum Roman im 19. und 20. Jahrhundert, 1978) trug Naumann wesentlich zu deren Verständnis und zur Veröffentlichung ihrer Bücher in der DDR bei. Gesellschaft – Literatur – Lesen. Literaturrezeption in theoretischer Sicht (Leitung, 1973) förderte in der DDR und darüber hinaus das Begreifen von Literatur als sozialem Kommunikationszusammenhang; in der Sammlung Blickpunkt Leser. Literaturtheoretische Aufsätze (1984) führte Naumann diese Überlegungen weiter. Das Lexikon der französischen Literatur (1987 [Hg.]) sollte auf wissenschaftlichem Niveau die „Lust zum Lesen“ entwickeln. In den Jahren 1984 bis 1997 gab Naumann mit Kollegen in acht umfangreich kommentierten Bänden Das wissenschaftliche Werk seines Lehrers Krauss heraus. Seine eigenen „Erinnerungen eines Romanisten“ hat er 2012 unter dem Titel Zwischenräume vorgelegt.

## Auszeichnungen
- 1979: Lessing-Preis der DDR
- 1986: Nationalpreis der DDR III. Klasse für Wissenschaft und Technik – Für seine hervorragenden Arbeiten auf dem Gebiet der marxistisch-leninistischen Literaturwissenschaft[3]
- 1989: Aufnahme in die Academia Europaea[4]

## Veröffentlichungen (Auswahl)
- Nachwort zu: Stendhal, Rot und Schwarz. Übers. Otto Flake. Paul List, Leipzig 1965, S. 703–721 (sowie Autor der ff. Anmerkungen)
- Gesellschaft, Literatur, Lesen. Literaturrezeption in theoretischer Sicht. Leitung und Gesamtredaktion: Manfred Naumann [u. a.], Aufbau-Verlag, Berlin 1973
- Prosa in Frankreich. Studien zum Roman im 19. und 20. Jahrhundert. Akademie Verlag, Berlin 1978
- Blickpunkt Leser. Literaturtheoretische Aufsätze. Reclam, Leipzig 1984
- Lexikon der französischen Literatur. Hg. Manfred Naumann, Bibliographisches Institut, Leipzig 1987
- Stendhals Deutschland. Impressionen über Land und Leute. Böhlau, Weimar 2001
- Zwischenräume. Erinnerungen eines Romanisten. Lehmstedt, Leipzig 2012
- Essay zu: Marcel Proust, Combray. Reihe: Taschenbibliothek der Weltliteratur. Aufbau-Verlag, Berlin 1986
- Nachwort: Anatole France im Spiegel seiner Erzählungen, in Anatole France, Thaïs, Blaubart, Crainquebille und andere Erzählungen. Übers. Irmgard Nickel, Günther Steinig u. a. Dieterich Verlag, Leipzig 1975 u.ö. S. 463 – 494, Sammlung Dieterich, 342

## Sekundärliteratur
- Genuss und Egoismus. Zur Kritik ihrer geschichtlichen Verknüpfung, Hgg. Wolfgang Klein, Ernst Müller, Berlin 2002 (Festschrift, mit einer Bibliographie der Veröffentlichungen)
- Wolfgang Klein: Wissen und leben. Laudatio auf Manfred Naumann. In Lendemains. Études comparées sur la France – Zeitschrift für vergleichende Frankreichforschung, 140, Narr Francke Attempto, Tübingen 2010 ISSN 0170-3803 S. 123–134
- Peter Jehle: Manfred Naumann (1925-2014). In: Das Argument, 309, 2014, S. 463f.